# Кожино (Щёлково)
Кожино — бывшая деревня, сейчас являющаяся частью города Щёлково Московской области.

## География
Расположена на левом берегу реки Клязьмы, к востоку от центра города и к северу от микрорайона Щёлково-3.
Кожино состоит из 3 улиц — Кожинской, Кожинского проезда и Самотечной.

## История
Впервые упоминается в 1573 году как пустошь Кожина в Объезжем стане. В «Экономических примечаниях» 1782 года — деревня Кожино.
В середине XIX века деревня Кожино относилось ко 2-му стану Богородского уезда Московской губернии и принадлежало департаменту государственных имуществ. В деревне было 12 дворов, 72 души мужского пола и 84 женского.
В «Списке населённых мест» 1862 года — казенная деревня 2-го стана Богородского уезда Московской губернии по левую сторону от Стромынского тракта (из Москвы в Киржач), в 25 верстах от уездного города и 3 верстах от становой квартиры, при реке Клязьме, 16 дворов и 174 жителя (83 мужчины, 91 женщина), а также 2 завода.
В 1869 году — деревня Гребеневской волости 3-го стана Богородского уезда с 30 дворами, 30 деревянными домами и 168 жителями (83 мужчины, 85 женщин), из них 12 грамотных мужчин и 7 женщин. Имелось 22 лошади, 24 единицы рогатого скота и 7 мелкого, а также 229 десятин и 1440 саженей земли, из которой 73 десятины и 1440 саженей пахотной.
19 апреля 1978 года из Гребневского сельсовета деревня была передана в состав города Щёлково.

## Население
В 1913 году в деревне Кожино — 60 дворов.
По материалам Всесоюзной переписи населения 1926 года — центр Кожинского сельсовета Щёлковской волости Московского уезда в 4,5 км от Стромынского шоссе и в 6,5 км от станции Щёлково Северной железной дороги, проживало 336 жителей (154 мужчины, 182 женщины) в 64 хозяйствах (из них 59 крестьянских).

## Достопримечательности
В одноимённом садовом товариществе за Кожинским карьером находится кладбище немецких военнопленных.